# Paulo Lopes
Paulo Lopes är en kommun i Brasilien.   Den ligger i delstaten Santa Catarina, i den södra delen av landet, 1 400 km söder om huvudstaden Brasília. Antalet invånare är 6 692.
I omgivningarna runt Paulo Lopes växer i huvudsak städsegrön lövskog. Runt Paulo Lopes är det glesbefolkat, med 18 invånare per kvadratkilometer.